# Ocyptamus potentila
Ocyptamus potentila är en tvåvingeart som först beskrevs av Hull 1942.  Ocyptamus potentila ingår i släktet Ocyptamus och familjen blomflugor.
Artens utbredningsområde är Paraguay. Inga underarter finns listade i Catalogue of Life.